# Kamionka (powiat iławski)
Kamionka – osada w Polsce położona w województwie warmińsko-mazurskim, w powiecie iławskim, w gminie Iława.
W latach 1975–1998 miejscowość należała administracyjnie do województwa olsztyńskiego.
We wsi, nad jeziorem Silm znajduje się unikatowy ośrodek szkoleniowy dla kapitanów i pilotów statków (jeden z pięciu funkcjonujących na świecie, pozostałe zlokalizowane są we Francji, Anglii, USA i Australii). Na jeziorze zostały odtworzone w skali 1:24 wybrane porty, rzeki, kanały i inne miejsca uciążliwe dla manewrowania.
W pobliżu wsi nad jeziorem Silm znajduje się słowiańskie grodzisko położone dawniej przy średniowiecznej drodze z Ziemi chełmińskiej do Pomezanii. Było to jedno z najbardziej na północ wysuniętych miejsc osadnictwa słowiańskiego.